# Табакі
Табакі (англ. Tabaqui) — шакал, вигаданий персонаж зі збірки оповідань «Книга джунглів» англійського письменника Редьярда Кіплінга.
Табакі — незмінний супутник тигра Шерхана.
Персонаж описаний як один з найбільш зухвалих мешканців джунглів. Зазвичай він не дуже доброзичливий, якщо не брати до уваги фальшивої люб'язності, коли він хоче до кого-небудь підлизатись.
Табакі харчується недоїдками як після ШерХана, так і після вовків.
Він не проти зіграти з ким-небудь у злий жарт. Він збирає і розносить плітки, і це одна з причин, чому інші мешканці джунглів його не люблять. Крім того, вони його бояться, бо він частіше за інших хворіє на сказ, і тоді біжить по джунглях, кусаючи всіх на своєму шляху.
Ближче до кінця книги Сірий Брат (вовк, один з названих братів Мауглі), вбиває Табакі, зламавши йому хребет.
Табакі є загальною назвою. Людей, яких не хочуть публічно називати поганим словом, називають Табакі. Йдеться саме про людину, що здатна, як шакал, тільки висунувши ніс здалеку, говорити гидоти.